# TARI TARIのディスコグラフィ
TARI TARIのディスコグラフィ（タリ タリのディスコグラフィ）では、『TARI TARI』の関連CDについて記述する。発売元はLantis、P.A.WORKS、響。

## シングル

### 潮風のハーモニー
2012年8月8日発売。表題曲「潮風のハーモニー」はエンディングテーマとして使用されており、白浜坂高校合唱部のメンバーの坂井和奏、宮本来夏、沖田紗羽、田中大智、ウィーン役の高垣彩陽、瀬戸麻沙美、早見沙織、島﨑信長、花江夏樹が歌っている。なお、第1話は宮本来夏、沖田紗羽ver.、第3話から第5話までは宮本来夏、沖田紗羽、田中大智、ウィーンver.が使用された。カップリングの「Triple Smiley」はインターネットラジオ『TARI TARIラジオ ゆったりまったり放課後日誌』のテーマソングとして使用されており、坂井和奏、宮本来夏、沖田紗羽役の高垣彩陽、瀬戸麻沙美、早見沙織が歌っている。
ディスクジャケットには、坂井和奏、宮本来夏、沖田紗羽、田中大智、ウィーンのイラストが描かれている。
収録曲
1. 潮風のハーモニー [4:08]
歌：白浜坂高校合唱部
作詞：micco、作曲：杉森舞、編曲：渡辺和紀
テレビアニメ『TARI TARI』エンディングテーマ
青春応援ソングであり、爽やかな風と共に優しい気持ちで歌いだしたくなる曲。
2. Triple Smiley [4:03]
歌：白浜坂高校合唱部【坂井和奏（高垣彩陽）、宮本来夏（瀬戸麻沙美）、沖田紗羽（早見沙織）】
作詞：rino、作曲・編曲：岡本健介
インターネットラジオ『TARI TARIラジオ ゆったりまったり放課後日誌』テーマソング
3. 潮風のハーモニー（Inst.）
4. Triple Smiley（Inst.）

## アルバム

### 空盤 〜見上げたり、はばたいたり〜
2012年11月14日発売。「ミュージックアルバム」に収録されていた「goin' my way !!」の完全版を（5曲目）に収録。ディスクジャケットには、坂井和奏、宮本来夏、沖田紗羽、田中大智、ウィーンのイラストが描かれている。
収録曲
1. 続くメロディ [5:04]
歌：坂井和奏（高垣彩陽）
作詞：rino、作曲・編曲：板垣祐介　
2. Twinkle Link [3:58]
歌：宮本来夏（瀬戸麻沙美）
作詞：rino、作曲・編曲：藤澤慶昌　
3. 情熱になって [3:41]
歌：田中大智（島﨑信長）&ウィーン（花江夏樹）
作詞：rino、作曲・編曲：木之下慶行
4. 光と風にのせて [4:14]
歌：坂井和奏（高垣彩陽）&沖田紗羽（早見沙織）
作詞：micco、作曲・編曲：菊池達也　
5. goin' my way !! [3:37]
歌：宮本来夏（瀬戸麻沙美）
作詞：riya、作曲・編曲：浜口史郎
Bonus Track
6. 光と風にのせて(和奏と歌うっていいね!バージョン) [4:14]
歌：坂井和奏（高垣彩陽）
作詞：micco、作曲・編曲：菊池達也
7. 光と風にのせて(紗羽と歌おっか。バージョン) [4:11]
歌：沖田紗羽（早見沙織）
作詞：micco、作曲・編曲：菊池達也

### 海盤 〜潜ったり、たゆたったり〜
2012年11月14日発売。各キャラクターのソロ曲、デュエット曲が収録されている。ディスクジャケットには、坂井和奏、宮本来夏、沖田紗羽、田中大智、ウィーンのイラストが描かれている。
収録曲
1. SAIL AWAY TO SKY [4:03]
歌：沖田紗羽（早見沙織）
作詞：松井洋平、作曲：石川智久・松井洋平、編曲：石川智久　
2. 七色Happiness [5:30]
歌：宮本来夏（瀬戸麻沙美）&沖田紗羽（早見沙織）
作詞：rino、作曲・編曲：A-bee　
3. 明日への道 [4:45]
歌：沖田紗羽（早見沙織）&田中大智（島﨑信長）
作詞：micco、作曲・編曲：酒井陽一　
4. ホワイトデコレーション☆ [3:37]
歌：宮本来夏（瀬戸麻沙美）&ウィーン（花江夏樹）
作詞：micco、作曲・編曲：Adoriano Spinesi
5. SWEET SHINY DAY [3:40]
歌：坂井和奏（高垣彩陽）&宮本来夏（瀬戸麻沙美）
作詞・作曲：rino、編曲：谷島俊
Bonus Track
6. ホワイトデコレーション☆(来夏と歌っちゃお☆バージョン) [3:37]
歌：宮本来夏（瀬戸麻沙美）
作詞：micco、作曲・編曲：Adoriano Spinesi
7. ホワイトデコレーション☆(ウィーンと燃えよう!!バージョン) [3:35]
歌：ウィーン（花江夏樹）
作詞：micco、作曲・編曲：Adoriano Spinesi

## サウンドトラック

### 歌ったり、奏でたり
2012年9月26日発売。ディスクは2枚組の構成になっており、劇中歌「心の旋律」は2話、6話のEDバージョンだけでなく、合唱部5人によるフルバージョンを収録。また、エンディングテーマ「潮風のハーモニー」全4ヴァージョンや「熱闘ヒーローガンバライジャー」フルバージョンのほか、劇中のBGMを収録している。
ディスクジャケットには、坂井和奏、宮本来夏、沖田紗羽、田中大智、ウィーンが描かれている。BGMの作曲は全曲、浜口史郎が手掛けている。
チャート成績
2012年10月8日付のオリコン週間アルバムチャートで26位を獲得。初動売上は0.5万枚を記録した。翌10月15日付のアルバムチャートで18位を獲得し、売上こそ前週と同水準だったもののデイリーチャート10月3日付で9位、10月4日付で10位、10月6日付で最高位の6位を獲得し、通算3日間TOP10入りを果たした。また、2012年10月度のオリコン月間シングルチャートでは47位を獲得。推定売上枚数は0.9万枚を記録した。

Billboard JAPAN Top Albumsでも2012年10月8日付では21位だったが、翌15日付では14位を獲得した。なお2012年10月1日から10月7日調査分のサウンドスキャンの週間シングルCDソフトTOP20では17位を獲得した。

収録曲
DISC-1 〜奏でたり、たどったり〜
（全作曲・編曲：浜口史郎）
1. はじまったり、目覚めたり　[1:46]
2. 歩いたり、スキップしたり　[1:47]
3. 眺めたり、感じたり　[1:50]
4. あいさつしたり、じゃれあったり　[1:32]
5. おどけたり、ひやかしたり　[1:35]
6. 活動したり、笑いあったり　[1:35]
7. 微笑んだり、ほっとしたり　[1:35]
8. キラキラしたり、ワイワイしたり　[1:32]
9. 優しさに触れたり、夕暮れを見上げたり　[1:49]
10. 勘違いしたり、教えてあげたり?　[1:32]
11. 決意を新たにしたり、行動開始したり　[1:45]
12. あくびしたり、のびをしたり　[1:46]
13. 前向きだったり、ひねくれてみたり　[1:34]
14. 自信あったり、なかったり　[1:41]
15. 取り留めなかったり、懐かしがったり　[1:41]
16. 自負だったり、迷いだったり　[1:42]
17. 語ったり、耳を傾けたり　[1:43]
18. 思い出したり、包まれたり　[1:37]　
19. 迎えたり、つなげたり　[1:40]
20. たくらんだり、ニヤリとしたり　[1:16]　
21. ドキドキしたり、オロオロしたり　[1:20]
22. おっちょこいちょいだったり、のんきだったり　[1:14]
23. イラッとしたり、ムカッとしたり　[1:13]
24. まとまらなかったり、決まらなかったり　[1:16]
25. 見えなかったり、不安になったり　[1:16]
26. 走り出したり、逃げ出したり　[1:07]
27. コンドルクインズだったり、サンバだったり　[1:26]
28. 決意だったり、大切な思いだったり　[2:01]
29. 母のやさしさだったり、母への感謝だったり　[1:59]
30. ありがとうだったり、希望だったり　[2:14]
31. 別れだったり、別れたくなかったり　[2:06]
32. 過去だったり、真実だったり　[1:52]
33. 不安だったり、やるせなさだったり　[2:12]　
34. 海だったり、空だったり　[2:02]
35. せつなさだったり、寂しさだったり　[2:03]
36. 嵐だったり、雨だったり　[1:47]
37. 透明だったり、響いたり　[1:40]
38. 思いを馳せたり、共にあったり　[2:07]
39. 抱えたり、寄り添ったり　[2:01]
40. 駆け出したり、求めたり　[1:48]

DISC-2 〜歌ったり、叫んだり〜
1. Dreamer（TVサイズ）　[1:33]
歌：AiRI
作詞：AiRI／作曲・編曲：宮崎京一
2. 白浜坂高校校歌　[1:01]
歌：白浜坂高校生徒一同
作詞：橋本昌和／作曲・編曲：浜口史郎
第13話挿入歌
3. リフレクティア（合唱版）　[3:30]
歌：白浜坂高校声楽部
作詞：riya／作曲：菊地創／編曲：浜口史郎
第1話挿入歌
4. Amigo! Amigo!　[1:45]
歌：コンドルクインズ（ヒカルド・クルーズと仲間たち）
作詞：ヒカルド・クルーズ／作曲・編曲：浜口史郎
第2話・第4話挿入歌
5. Amigo! Amigo!（レクイエム Ver.）　[1:06]
作曲・編曲：浜口史郎
6. goin' my way!!（#1 Ver.）　[1:09]
歌：宮本来夏（瀬戸麻沙美）
作詞：riya／作曲・編曲：浜口史郎
第1話挿入歌
7. goin' my way!!（合唱版）　[2:17]
歌：白浜坂高校声楽部
作詞：riya／作曲：浜口史郎／編曲：澤口和彦
第2話挿入歌
8. 白浜坂高校校歌（ラテン Ver.）　[0:45]
歌：宮本来夏（瀬戸麻沙美）、沖田紗羽（早見沙織）、田中大智（島﨑信長）
作詞：橋本昌和／作曲・編曲：浜口史郎
第3話挿入歌
9. Hau'oli ♪　[0:49]
歌：白浜坂高校合唱部【宮本来夏（瀬戸麻沙美）、沖田紗羽（早見沙織）、田中大智（島﨑信長）、ウィーン（花江夏樹）】
作詞：riya／作曲・編曲：浜口史郎
第4話挿入歌
10. アイキャッチ　[0:10]
作曲・編曲：浜口史郎
11. 心の旋律（インスト Ver.）　[4:16]
作曲・編曲：浜口史郎
PV第1弾挿入曲
12. 心の旋律（#2ED Ver.）　[2:34]
歌：宮本来夏（瀬戸麻沙美）、沖田紗羽（早見沙織）
作詞：riya／作曲・編曲：浜口史郎
第2話エンディングテーマ
13. 心の旋律（#6ED Ver.）　[2:13]
歌：白浜坂高校合唱部
作詞：riya／作曲・編曲：浜口史郎
第6話エンディングテーマ
14. 心の旋律（合唱版）　[4:02]
歌：幕張総合高校合唱団
作詞：riya／作曲・編曲：浜口史郎
15. 心の旋律　[4:01]
歌：白浜坂高校合唱部
作詞：riya／作曲・編曲：浜口史郎
第13話挿入歌
16. 熱闘ヒーローガンバライジャー（#10 Ver.）　[1:13]
歌：西之端ヒーローショウテンジャー
作詞：原田謙太／作曲・編曲：浜口史郎
第10話挿入歌
17. 熱闘ヒーローガンバライジャー　[1:28]
歌：西之端ヒーローショウテンジャー
作詞：原田謙太／作曲・編曲：浜口史郎
18. radiant melody　[3:34]
歌：白浜坂高校合唱部&声楽部
作詞：riya／作曲・編曲：浜口史郎
第13話挿入歌
19. 潮風のハーモニー（2人 Ver.）　[1:34]
歌：白浜坂高校合唱部【宮本来夏（瀬戸麻沙美）、沖田紗羽（早見沙織）】
作詞：micco／作曲：杉森舞／編曲：渡辺和紀
第1話エンディングテーマ
20. 潮風のハーモニー（4人 Ver.）　[1:34]
歌：白浜坂高校合唱部【宮本来夏（瀬戸麻沙美）、沖田紗羽（早見沙織）、田中大智（島﨑信長）、ウィーン（花江夏樹）】
作詞：micco／作曲：杉森舞／編曲：渡辺和紀
第3話・第4話・第5話エンディングテーマ
21. 潮風のハーモニー（5人 Ver.）　[1:34]
歌：白浜坂高校合唱部
作詞：micco／作曲：杉森舞／編曲：渡辺和紀
第7話 - 第12話エンディングテーマ
22. 潮風のハーモニー（#13ED Ver.）　[2:04]
歌：白浜坂高校合唱部
作詞：micco／作曲：杉森舞／編曲：菊池達也
第13話エンディングテーマ

### 合唱曲集
2012年9月30日に開催された物販イベント「白浜坂高校購買部」で先行販売され、後日P.A.WORKS SHOPで販売された『TARI TARI設定資料集+楽譜集（CDセット）』の同梱CD。劇中の合唱曲を収録。
収録曲
1. 白浜坂高校校歌 [1:04]
歌：白浜坂高校生徒一同
2. リフレクティア（合唱版） [3:03]
歌：白浜坂高校声楽部
3. 心の旋律（合唱版） [4:04]
歌：幕張総合高校合唱団
4. radiant melody [3:36]
歌：白浜坂高校合唱部&声楽部
5. ボーナストラック 心の旋律 [4:03]
歌：白浜坂高校合唱部と坂井まひる（大原さやか）

## ドラマCD

### 旅立ちの歌
2013年4月10日に発売されたドラマCD（LACA-15288）。脚本はアニメと同じく橋本昌和と佐藤梨香が担当。アニメ第13話を補完する内容となっており、橋本はアニメ第13話Aパート、本作、アニメ第13話Bパートの順に視聴することを勧めている。
収録内容
1. 音楽劇「美女たちと蛙 〜Beauties and the frogs〜」 [23:01]
アニメ第13話Aパートの白祭で披露された音楽劇の完全版。挿入歌として「goin' my way!!」「Hau'oli♪」「心の旋律」「radiant melody」が使用。
2. 第13話「冬だったり 立ち止まったり」 [16:00]
3. 第13話「歩き出したり 春だったり」 [8:49]
4. 旅立ちの歌 [4:00]
歌：白浜坂高校合唱部
作詞：riya、作曲・編曲：浜口史郎

## ラジオCD

### vol.1
2012年8月10日から8月12日まで東京ビッグサイトで開催された『コミックマーケット82』にて先行発売され、9月26日から一般発売された。
ディスクは2枚組の構成になっており、DISC-1は新規撮り下ろし音源が収録されているオーディオCD、DISC-2は本放送第1回から第4回までの音源が収録されているデータCDになっている。ディスクジャケットには、坂井和奏、宮本来夏、沖田紗羽が描かれている。
収録内容
DISC-1
1. 新規録り下ろし音源

DISC-2
1. 第1回（6月22日配信）
2. 第2回（6月29日配信）
ゲスト：島﨑信長、花江夏樹
3. 第3回（7月6日配信）
ゲスト：AiRI
4. 第4回（7月13日配信）

### 増刊号
収録内容
1. 新規録り下ろし音源

2012年9月30日発売『TARI TARIラジオ 江の島グッズセット』同梱CD。

### Vol.2
2012年11月28日発売。
収録内容
DISC-1
1. 新規録り下ろし音源

DISC-2
1. 第5回（7月20日配信）
2. 第6回（7月27日配信）
3. 第7回（8月3日配信）
4. 第8回（8月10日配信）
ゲスト：島﨑信長、花江夏樹
5. 第9回（8月17日配信）
6. 第10回（8月24日配信）
7. 第11回（8月31日配信）
8. 第12回（9月7日配信）
9. 第13回（9月14日配信）
10. 第14回（9月21日配信）
11. 第15回（9月28日配信）
12. ボーナストラック 公開録音（第2部）（9月30日収録）
ゲスト：島﨑信長、花江夏樹